# Коломбе-ле-Бель
Коломбе́-ле-Бель (фр. Colombey-les-Belles) — коммуна во французском департаменте Мёрт и Мозель региона Лотарингия. Является центром одноимённого кантона.	

## География

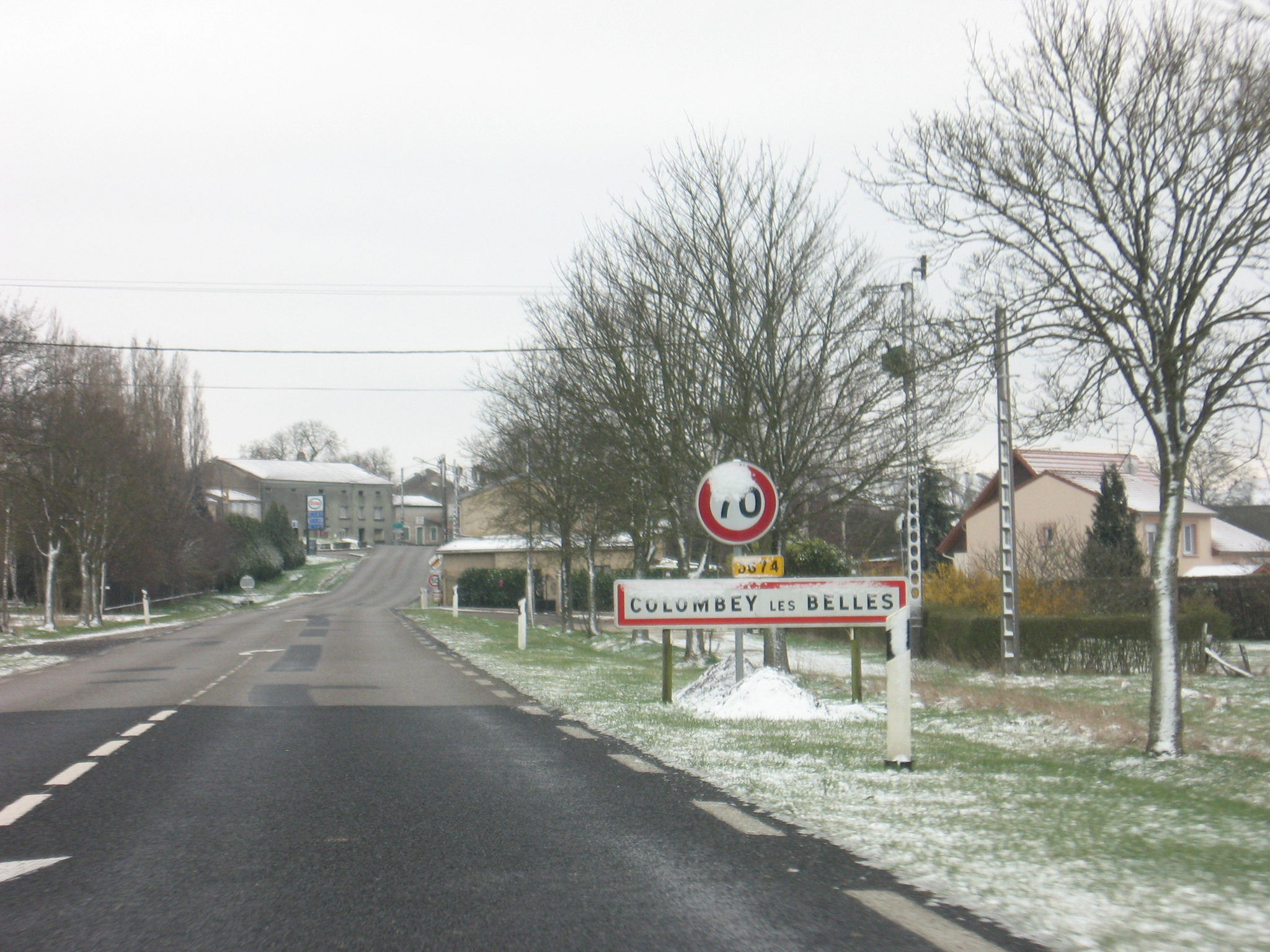
Коломбе-ле-Бель.

Коломбе-ле-Бель расположен в 28 км к юго-западу от Нанси. Соседние коммуны: Баньё и Аллам на севере, Крепе на востоке, Баризе-о-Плен на западе, Баризе-ла-Кот на северо-западе.

## История
- На территории коммуны обнаружены многочисленные следы галло-романского периода.

## Демография
Население коммуны на 2010 год составляло 1378 человек.
| 1962 | 1968 | 1975 | 1982 | 1990 | 1999 | 2010 |
| ---- | ---- | ---- | ---- | ---- | ---- | ---- |
| 685  | 723  | 816  | 949  | 1080 | 1283 | 1378 |

## Достопримечательности
- Останки древнеримского тракта Лион—Трир.
- Дом XVI века периода Ренессанса.
- Памятник павшим в Дарси.
- Церковь, реконструирована в 1770 году.